# Aminga
Aminga es la localidad cabecera del Departamento Castro Barros, provincia de La Rioja, Argentina. Se encuentra a 89 km de la capital provincial y a tan solo 5 km al sur de Anillaco, yendo en ambos casos por la Ruta Nacional 75.
Es una de las diez localidades del Departamento Castro Barros, que integra lo que se conoce como La Costa Riojana, un recorrido que se extiende a lo largo del costado o faldeo oriental del cordón montañoso del Velazco.
La localidad de Aminga cuenta con cinco establecimientos educativos de distintos niveles y un centro de atención primaria en salud.
La localidad no ofrece alojamiento hotelero y solo dispone de un camping.

## Población
Cuenta con 833 habitantes (Indec, 2010), lo que representa un leve incremento del 1,6% frente a los 820 habitantes (Indec, 2001) del censo anterior. Este valor muestra la interrupción de la tendencia al crecimiento de la población que se evidenciaba en censos previos.
| Gráfica de evolución demográfica de Aminga entre 1960 y 2010 |
|                                                              |
| Fuente: Censos Nacionales de Población, Hogares y Viviendas. |

## Economía
La economía se basaba en la producción en pequeña escala de nogales y vides, estas últimas destinadas a la producción de vinos caseros.

Durante los últimos años la actividad vitivinícola cobró gran impulso, sumando emprendimientos artesanales y pequeñas bodegas que comienzan a tener presencia reconocida en el mercado.

## Iglesia de Nuestra Señora de la Merced
Frente a la plaza principal se encuentra la iglesia de Nuestra Señora de la Merced, sobre el mismo emplazamiento de un antiguo templo jesuita del siglo XVIII del cual se conservan algunas ruinas, muy deterioradas. El edificio actual tiene alrededor de 100 años de antigüedad y en él se reinstalaron las campanas y la imaginería del templo primitivo.

## LaSalamancade Aminga
Una de las leyendas populares más difundidas de la provincia se refiere a la Salamanca, misma de la mitología argentina de raíces santiagueñas, y representa "reunión de brujas" o "aquelarre". Según esta leyenda, en cavernas o huecos de difícil acceso se realizan estas reuniones en las que se planean actos malignos o maliciosos y se sellan pactos nefastos, siempre perjudiciales para los hombres. En cercanías de Aminga se encuentra una de estas locaciones. La leyenda tiene su origen en la cueva de Salamanca española, y cuando los conquistadores arribaron al territorio argentino se encontraron con relatos similares, desde entonces los nativos llamaron "La Salamanca" a todo sitio donde se producían estos fenómenos y pactos con el demonio.

## Personalidades
- Hugo Córdoba: escribió Memorias del Camino; Pinceladas de Aminga[10]
- La famosa zamba popularizada por Jorge Cafrune, “Zambita pa Don Rosendo”  se sitúa en Aminga.  “esta Zambita que ha nacido en medio las viñas de mi Amingá”

## Sismicidad
La sismicidad de la región de La Rioja es frecuente y de intensidad baja, y un silencio sísmico de terremotos medios a graves cada 30 años en áreas aleatorias.